# Адольф (король Германии)
Адольф Нассауский, (нем. Adolf von Nassau; около 1255[…] — 2 июля 1298[…], Гёльхайм, Доннерсберг[…]) — граф Нассау с 1276 года, король Германии с 1292 года, ландграф Тюрингии с 1294 года. Сын графа Вальрама II Нассауского и Адельгейды фон Катценельнбоген. Представитель Нассауского дома.

## Биография

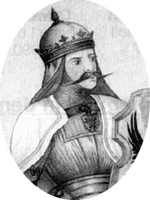
Король Адольф Нассау-Вейльбургский

Род, из которого произошёл будущий король Германии, отличался знатностью, но не богатством — в наследство ему достался только меч деда. Владелец небольшой области с центром в Висбадене, он служил по найму другим князьям. Образованный человек, владевший немецким, французским и латинским языками, храбрый воин, известный своим прямодушием, получивший шанс короноваться не по этим причинам — сыграла роль слабость его позиций, иллюзия безопасности и управляемости.

## Родительская семья Адольфа
Будущий монарх был выходцем из семейства небогатых аристократов. Он родился около 1255 года у графской четы Вальрама II Нассаусского, главного маршала и командующего конницей на службе у германского императора Рудольфа I Габсбурга, и его жены Адельгейды, в девичестве фон Катценельнбоген. Трое его сиблингов умерли в детстве, брата Дитриха ожидало семилетнее Трирское курфюршество, сестру Рихардис монашеский сан, а сестру Имагину — предположительно, замужество.

## Адольф — граф Нассау
Адольф стал графом Нассау в 1277 году. В наследство он получил земли в предгорье горного массива Таунус, южную часть распавшегося в 1255 году графства Нассау, расположенную на левом берегу реки Лан. Адольф Нассауский также владел имперскими ленами Висбаденом и Идштайном, а также, по договору с епископством Вормс, фогтством Вайльбург. Адольф располагал и частью владений вокруг замков Нассау и Лауренбург, на родине Нассауской династии.
Около 1280 года разразилась междоусобица Нассау и Эппштайнов, в ходе которой Эпштайны разрушили город Висбаден и замок Зонненберг. Граф Нассауский принял в ней участие. В 1283 году военные действия завершились мирным соглашением. Висбаден и Зонненберг были отстроены заново. Зонненберг стал резиденцией графа Адольфа Нассауского рядом с городом Идштайн. Адольф составил городу протекцию и добился у короля Рудольфа Габсбурга для Идштайна городских прав, которые были пожалованы в 1287 году, и тогда же возвёл городские укрепления.
При посредничестве дяди Эбергарта I фон Катценельбогена Адольф попал ко двору короля Рудольфа I Габсбурга. Его присутствие в монаршеском окружении было зафиксировано неоднократно. В 1286 году король Рудольф пожаловал Адольфу должность главы гарнизона замка Кальсмунт в Вецларе. Через год Адольф точно так же получил в лен замок Гутенфельс недалеко от городка Кауб. Это сделало его ленником пфальцграфов Рейнских.
Политическая активность Адольфа до его избрания королем ограничивалась ролью союзника Кёльнского архиепископа. Адольф не имел собственной канцелярии. Тем не менее, он ориентировался в политической обстановке в среднерейнском регионе и в Майнце благодаря контактам с архиепископами Майнца и Кёльна.
После избрания королем Адольф Нассауский практически перестал бывать на родине. Управление родовыми землями он делегировал своему бургманну. Из важных событий следует отметить покупку у епископства Вормского 17 января 1294 года фогтства Вайльбург за 400 фунтов геллеров. Городу Вайльбургу 29 декабря 1295 года он пожаловал городские права.

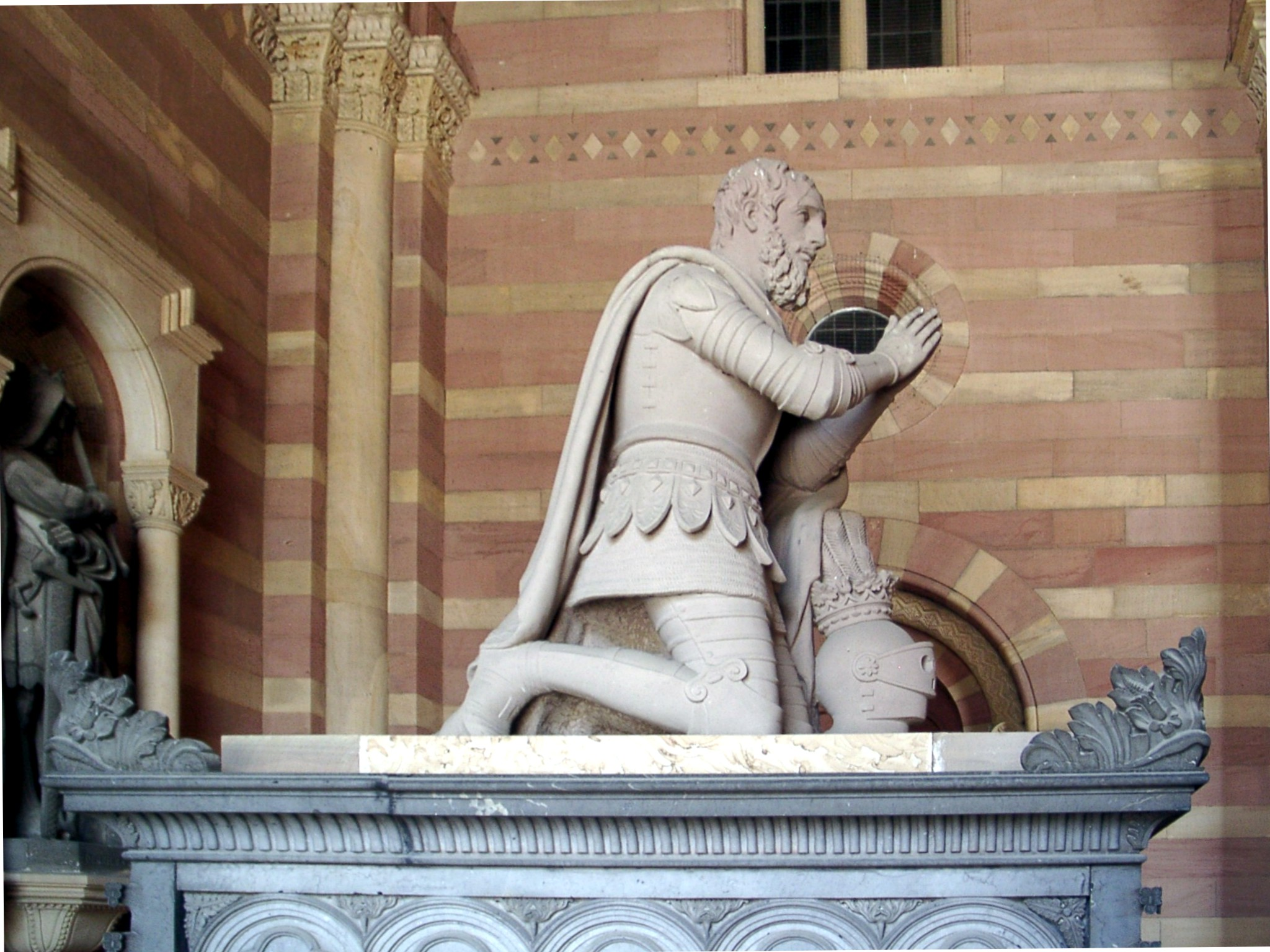
Памятник Адольфу Нассаускому, Шпейерский собор

### Альянс курфюрстов в пользу Адольфа
Рудольф I не решил заранее проблему престолонаследия. Он смог бы заставить курфюрстов избрать королем Священной Римской империи одного из своих сыновей, если бы сам был императором. Король попытался воспользоваться возможностью рекомендовать выборщикам избрать одного из своих осиротевших сыновей, но младший и средний его не пережили: Хартман скоропостижно скончался в 1281 году, Рудольф — в 1290. Оставался старший, но именно Альбрехту Рудольф уготовил управление своими родовыми землями. Ему не удалось склонить чешского короля Вацлава II, чтобы тот согласился на избрание сына Альбрехта как преемника правителя Священной Римской империи. После смерти Рудольфа враждебное отношение Вацлава и других курфюрстов к Альбрехту лишь усилилось. Только пфальцграф Людвиг Строгий обещал ему поддержку при избрании на престол. Недовольство Альбрехтом зашло, согласно источнику XIV века, так далеко, что архиепископ Кёльна, Зигфрид фон Вестербург, выдвинул аргумент о несправедливости наследования трона от отца к сыну. Дальнейшая дискуссия Вацлава II и Зигфрида с Герхардом II фон Эппштайн, архиепископом Майнца, привела их к выводу о том, что будущий король должен отстаивать их интересы, в чём Адольф из Нассау мог оказаться достойным кандидатом. На решение курфюрстов повлияло их нежелание содействовать усилению династии Габсбургов и королевской власти в целом. Небогатый Адольф представлялся гораздо более удобной фигурой, чем Рудольф Габсбург. Архиепископ Майнцский с самого начала занял сторону Адольфа. Вацлаву II удалось привлечь на свою сторону курфюрстов Бранденбурга и Саксонии. Саксонский герцог 29 ноября 1291 года обязался в письменной форме проголосовать так же, как Вацлав. Маркграф Бранденбургский должен был составить аналогичный документ. Пфальцграфу и архиепископу Трирскому оставалось последовать за большинством коллегии курфюрстов. Такое единомыслие стало возможным после того, как Адольф дал выборщикам ряд обещаний, которые на самом деле выполнять был не намерен.

### Предвыборные обязательства Адольфа
За несколько дней до выборов, 27 апреля 1292, Кёльнский архиепископ первым издал грамоту, согласно которой Адольф в случае его избрания на престол соглашался отписать ему ряд имперских городов и крепостей. Обязательства будущего монарха перед архиепископом Кёльнским включали в себя вечное положение его союзника. Курфюрсты занимали ряд сильных позиций. И последним, но не менее важным пунктом стали 25 тысяч марок (около 6,25 тонн серебра), выплаченных архиепископу для покрытия расходов, связанных со службой империи. Эта ситуация поставила монарха в ситуацию крайней денежной нужды, причем средства были необходимы для получения независимости от недавних сторонников. Согласно договору, Адольф обещал архиепископу помощь как в борьбе с конкретными неприятелями, так и в целом. К тому же, он не должен был вводить в свой совет людей, против которых выступал архиепископ. После выборов Адольф был обязан предоставить архиепископу достаточные гарантии выполнения обязательств, в противном случае он потерял бы корону. Это свидетельствует о том, что в конце XIII столетия коронация короля все ещё оставалась ключевым конституирующим моментом установления его господства. Остальные курфюрсты потребовали от Адольфа аналогичных гарантий, но уже после того, как избрание состоится. Наиболее далекоидущими оказались гарантии, которые Адольф дал чешскому королю Венцелю 30 июня 1292 года: он обещал отторгнуть два герцогства, Австрию и Штирию, в пользу Венцеля у Альбрехта Габсбурга. Это должно было произойти по той же схеме, что и передача имперских территорий Рудольфом отцу Венцеля, чешскому королю Оттокару II. Для начала Альбрехта должны были пригласить на судебное заседание. Если он не согласится с его решением, постановление суда должно быть исполнено в течение года с применением силы. Таким образом, к Венцелю должны были вернуться ранее отделенные земли его отца.

## Адольф Нассауский на королевском троне
После смерти Рудольфа I Адольф был выбран королём Германии 5 мая 1292 года и коронован в Ахене 24 июня 1292 года. Таким образом, он стал вторым вслед за отцом графом-королем, если пользоваться терминологией историка Бернда Шнайдмюллера. При всех вопросах, которые вызывает этот термин, Адольфа так именовать правомерно, как и Рудольфа I с Генрихом VII: они в самом деле носили титул имперских графов.

### Нарушение обязательств перед курфюрстами
1 сентября 1292 года новоизбранный король пожаловал Жану (Яну) I Брабантскому, одному из самых влиятельных нидерландских князей конца XIII века, герцогство Лимбург - дальновидный шаг, впоследствии полезным для Адольфа окажется уже преемник герцога.

#### Союз с Англией
Вскоре он вступил в переговоры с английским королём Эдуардом I, чтобы выступить на его стороне против французского короля Филиппа Красивого. Это был затратный для обеих сторон конфликт. Война была объявлена после того, как в 1295 году Филипп призвал оппонента, как своего вассала, на суд парижского парламента, а тот отказался подчиниться. Папа римский Бонифаций VIII потребовал от обоих монархов заключить перемирие, но они не прислушались к его требованию. Филиппу пришлось включить в список расходов возможную стычку с Бонифацием, рассчитывая получить на это средства со священников королевства. Эдуард, в свою очередь, решил открыть второй фронт. Именно за этим он обратился к Адольфу, которого раздражала французская политика на западных рубежах империи. 
Адольф Нассауский получил от него В 1294 г. был заключен договор, по которому английский король передал Адольфу 60 000 марок серебром (100 тысяч фунтов стерлингов) в обмен на обещание начать войну против Франции. Однако папа Бонифаций VIII запретил ему участвовать в этой войне, похоже, к взаимному удовлетворению: Адольф не стремился отработать английское серебро, а Бонифацию льстила ситуация, когда он делает выговор римскому королю. К тому же, война скоро завершилась перемирием 1297 года, а в 1303 году был заключен мир.
На полученные деньги Адольф завербовал большую армию и в 1294 году вмешался в войну тюрингенского ландграфа Альбрехта Негодного с его сыновьями от первого брака, пытаясь захватить Мейсен и Остерланд как вакантные лены. Эти действия вызвали крайнее недовольство германского курфюршества.
Молва обвиняла Адольфа в том, что он пошёл ещё дальше, движимый равнодушием к законам чести. Этот слух отражен у флорентийского летописца Виллани и в архивном документе, найденном в XX веке, заставляющем думать, что слух не был лишен оснований: флорентийский банкир Мусциотто деи Франчези, выплатил 80 000 турских ливров королю римлян, как и его советникам. Достоверность источника, впрочем, под вопросом. В противном случае он оказался бы свидетельством того, что Адольф продал свои услуги обеим враждующим сторонам - Франчези работал на Филиппа Красивого.

#### Политика в Тюрингии
Адольф купил у Альбрехта II Тюрингию, однако всей полноты власти над ней так и не приобрел, как впоследствии и его преемник. В качестве императорского лена он забрал также Мейсен. Сыновья Альбрехта оказались в положении опальных изгнанников, что привело к восстанию курфюрстов, отвернувшихся от Адольфа. Два похода (1294/95) позволили Адольфу отстоять Тюрингию и Мейсен. Военные преступления, которыми они сопровождались, впоследствии послужат для курфюрстов одним из поводов отстранения короля от престола.
На хофтаге во Франкфурте в апреле 1296 года Адольф Нассауский объявил Мейсен и Тюрингию триумфально возвращенными в состав империи – к большой досаде курфюрстов Кёльна, Майнца и Бёмена, которые почувствовали себя обманутыми в своих ожиданиях. Самым недовольным оказался представитель Майнца, который уже располагал земли в Тюрингии и имел на неё некоторые планы. Что касается архиепископа Кёльнского, король уже не обращал на него внимания, поскольку сделал герцога Брабантского Жана (Яна) II, к слову, который на тот момент поддерживал близкие отношения с английским королевским домом, самого ненавистного противника выборщиков, представителем империи между Маасом и Рейном. До лета 1297 года господство Адольфа над этими территориями никто не оспаривал.

## Низложение и смерть

### Альянс курфюрстов против Адольфа Нассауского

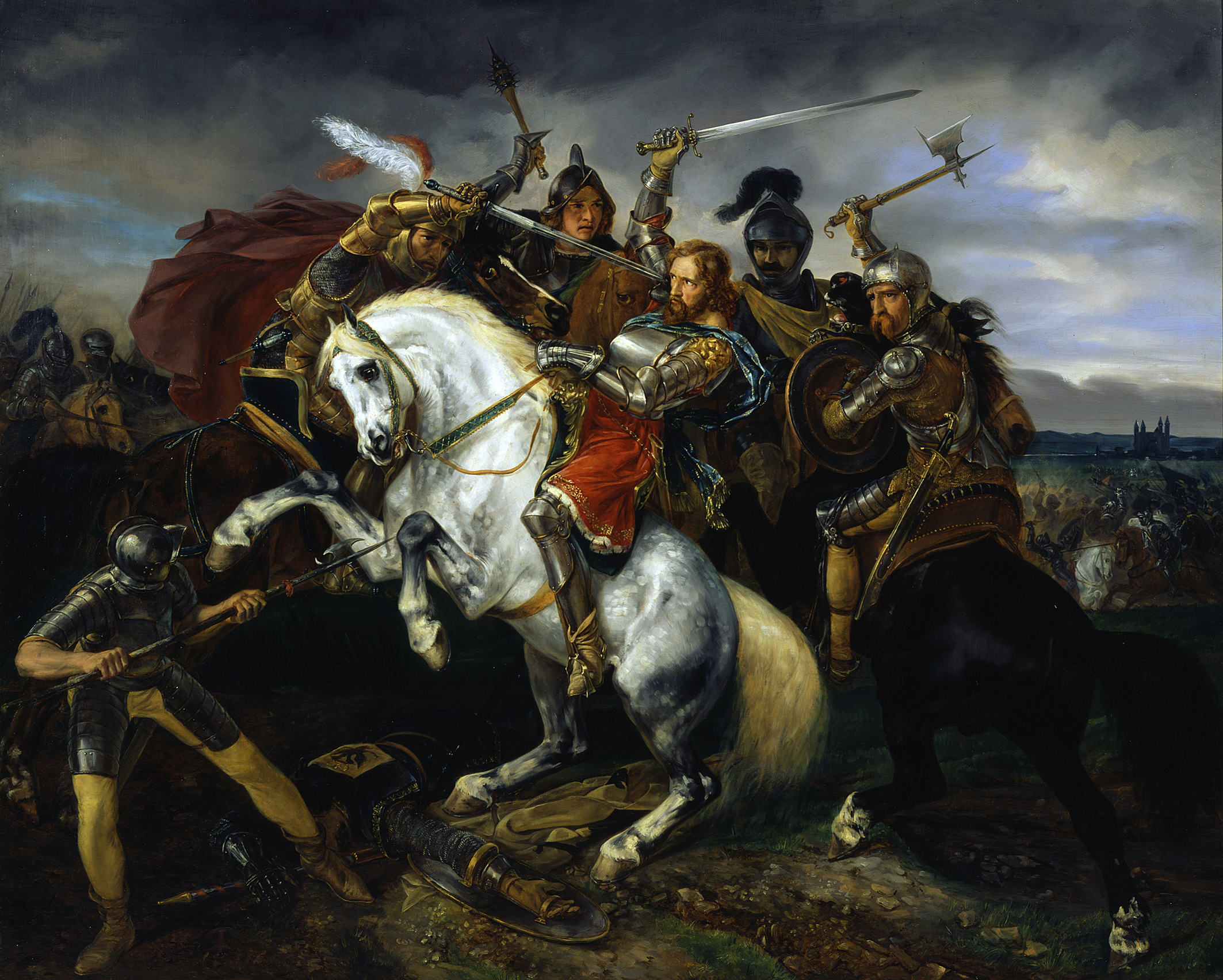
Гибель Адольфа Нассауского

В феврале 1298 года германские правители съехались в Вену и договорились с герцогом австрийским Альбрехтом о низложении Адольфа. Благодаря его стараниям при поддержке архиепископа Герхарда Майнцского, который сделался теперь злейшим врагом короля, Адольф был наконец вызван в коллегию курфюрстов, чтобы дать объяснения по поводу своего коварного поступка с законными наследниками Тюрингии. На собрание он не явился и 23 июня 1298 г. был низложен, обвиненный в разжигании междоусобных войн, оскорблении церкви и нарушении прав курфюрстов. Таким образом, Адольф Нассауский оказался первым в истории умственно и физически здоровым правителем Священной Римской империи, низложенным без папского отлучения. В тот же день совершилось, сопровождаемое страшным шумом и беспорядком, избрание Альбрехта Австрийского. Между ними началась война, и перевес, казалось сначала, должен был быть на стороне Адольфа, который сумел заручиться помощью городов. После долгого безрезультатного маневрирования он решился дать битве при Гёльхайме неподалёку от Вормса 2 июля 1298 превосходившему его силами Альбрехту I. Адольф был разбит после мужественной обороны и пал сам.

## Браки и дети
Адольф был женат с 1270 года на Имажине фон Изенбург-Лимбург (1255 — 29 сентября 1318), дочери Герлаха I Лимбургского (1227—1289).
Дети:
- Генрих (до 1280 — ум. в младенчестве)
- Имажина (до 1280 — ум. в младенчестве)
- Рупрехт VI (до 1280 — 2 ноября 1304)
- Мехтильда (1280—1323), супруга Рудольфа I
- Герлах I (род. до 1288, ум. 7 января 1361), граф Нассауский
- Адольф (1292—1294)
- Адельгейда (ум. в 1338), аббатиса Кларентальского монастыря[нем.] в Висбадене с 1311 года
- Вальрам III (1294 — 15 мая 1324)

### Постановление о низложении Адольфа Нассаусского
Выдержки из Постановления курфюрстов о низложении Адольфа Нассаусского свидетельствуют о могуществе курфюрстов и возможностях влиять на судьбу престола. 
"...Хотя мы с надлежащим почтением и мягкостью неотступно настаивали и просили светлейшего господина нашего Адольфа, первейшего из светских князей, о соблюдении общего мира, о том, чтобы он сам исправился, искупил свои проступки и достойно загладил бесчинства, оный князь... подражая жестокости фараоновой и, яко аспид, затыкая уши свои, презрел с гордым упрямством и упрямой гордостью сии наши просьбы и спасительные увещания. А посему не в силах без тяжкого оскорбления Христа переносить дольше его несправедливости мы принуждены... всемерно покарать его по всей справедливости."
Адольфу I вменялся в вину упадок церковной жизни. "Ведь в его царствование, чтобы умолчать о других его преступлениях, что, увы, доказывают со дня на день как очевидность дела, так и общий крик народа, поднимающийся со вздохами и слезами к небесам, в наши дни, говорим со скорбью, право, порученное охране его меча, в делах служителей церкви и государства распинается им самим и его клевретами, разнузданными донельзя; страх же божий забыт, и деяния сии являют неистовства язычников и явно оскорбляют веру христианскую. Ведь он и его приспешники, врываясь святотатственно и насильственно в разные церкви, бросали - о чем страшно подумать и на что нельзя молча, без содрогания глядеть, - бросали величайшую церкви божьей святыню, самое тело господа нашего Иисуса Христа, бросали кощунственно, схватив дарохранительницу, на землю как вещь обыденную. Даже священники, церковные люди и монахи, не говоря уже о мирянах и простых, спасающиеся в церковь божью к самому престолу, после похищения чаш и церковных украшений подвергаются и во время богослужения ограблению вплоть до нижнего платья, избиваются и порой убиваются; алтари обнажаются, баптистерии взламываются и церкви поджигаются, после того как со святотатственным дерзновением похищены вещи бедных и богатых, положенные там на сохранение; церковные судьи и светские власти за правосудие, оказанное жалобщикам, неправосудно наказываются; честные же иереи, поставленные канонически, согласно церковному обычаю, местным епископом, низлагаются, а на их место злоупотреблением светской власти ставятся нечестные, которые посвящены неизвестно кем. " "Совершил также святотатство, приказывая хватать прелатов, клириков, монахов и [находящихся под охраной церкви] мирян; кроме того, много издал он статутов и ввел обычаев, направленных на подрыв церковной свободы, желая подчинить церковь рабству и государственным повинностям, от которых она вполне изъята, и, что еще тяжелее, у епископов и прелатов, добивающихся принадлежащих им прав, он исторгает большие дары мерзкой симонии... совершенно отказывает им в праве, если они наперед не дадут и не назначат ему что-либо из своего имущества и из владений своей церкви. Итак, благодаря ему, как бы главному гонителю церкви, извращается церковный чин и ослабляется основа церковной дисциплины."
Король был обличен как зачинатель междоусобных войн и нарушитель прав курфюрстов. "...И чтобы умолчать об остальных преступлениях вышеназванного короля, он совершил нечто весьма тяжкое, чего нельзя скрыть никаким влиянием: он многократно осквернял общий земский мир, скрепленный присягой как его самого, так и жителей германского королевства, знатных и простых, неся насилие и разорение и совершенно не соблюдая присяжных договоров между ним и нами о сохранении прав нашей церкви." "Также против бога и справедливости, словно сеятель несогласия, многократно пытался он без разумной причины посредством хитростей, обмана и неких дьявольских козней лишить званий, почестей, имущества и прав князей Германии, как духовных, так и светских: архиепископов, епископов, прелатов, герцогов, маркграфов, графов и баронов; и вознамерился истребить в корне князей..."
Итогом стал вывод о неспособности Адольфа I выполнять монаршеские обязанности. "...По рассмотрении и тщательном обследовании князьями и иными бывшими налицо мудрыми людьми вышеназванный король Адольф вследствие устных свидетельств очень многих честных людей и других законных данных оказался явно и доподлинно замешанным в упомянутых бесчинствах и преступлениях. Сверх того, король этот был найден неподходящим и бесполезным для столь великого правления и столь великой власти, как это доказала тяжелая, все более и более разраставшаяся по всей Германии бранная смута. Безумно вызванная им самим и его людьми, т. е. теми, которые скорее должны были ее заглушить. Посему после тщательного рассуждения с курфюрстами, епископами, прелатами, герцогами, графами, баронами и всеми мудрыми, здесь находящимися, по общему решению, воле и единодушному согласию тех, кого это касается, вышеназванного господина Адольфа, который показал себя столь недостойным королевской власти и который за свои злодейства и прочие дела отвергнут богом, мы лишаем царства - да не царствует более! И открыто заявляем, что лишил его господь, и тем самым согласно единодушно выраженному решению курфюрстов постановляем освободить от нерушимой присяги всех тех, кто связан с ним оной, накрепко запрещая кому-либо впредь повиноваться и служить ему как королю."

## Влияние Адольфа I на культуру
После смерти мужа в битве при Гёльхайме Имажина возвела на поле брани готический «Королевский крест». В 1309 году она присутствовала при передаче останков своего мужа из аббатства Розенталь (в современном Керценхайме) в Шпайерский собор.
Король Генрих VII повелел 29 августа 1309 года перенести гроб Адольфа I в Шпейерский собор. Он был помещен рядом с захоронением Альбрехта, который в 1308 году пал жертвой своего племянника Иоанна. Проект памятника принадлежит архитектору Лео фон Кленце, представителю "неогреческого" направления.
В 1824 герцог Вильгельм Нассаусский пожертвовал своему предку монументальный надгробный памятник, который в наши дни расположен в крипте. Он изображает облаченного в доспех Адольфа I коленопреклоненным в молитве. Составление проекта памятника было возложено на архитектора Лео фон Кленце, набросок был исполнен скульптором Ландолином Онмахтом.
В стенной нише также расположена статуя Адольфа Нассаусского в полный рост, исполненная в 1858 году скульптором Антоном Домиником Фернкорном.
Предположительно в XIX веке возникла легенда о том, что Адольф был графом из окрестностей Нюрнберга. Это заблуждение, возможно, основано на том, что фигура Адольфа была ошибочно объединена с образом его двоюродного брата Эмиха I, графа Нассау-Хадамара, который после своей женитьбы на Анне Нюрнбернской в 1300 году стал владельцем замка Каммерштайн.
В 1841 году герцог Адольф Нассаусский повелел живописцу Генриху Мюке исполнить портрет короля Адольфа, который был выставлен в 1943 году в Рёмере – ратуше Франкфурта-на-Майне. Картина заняла место в Императорском зале, в котором проходили церемонии празднования коронации императоров Священной Римской империи. Монарх изображен в нагрудном доспехе и белой мантии. На голове островерхий шлем и железная корона. В правой руке Адольф Нассаусский держит меч, в левой – щит с орлом. Возле надписи с именем расположено латинское выражение: «Praestat vir sine pecunia quam pecunia sine viro.» («Лучше человек без денег, чем деньги без человека.»). Мюке создал идеализированный образ в духе течения историзма, стилизацию, которая не опиралась на более ранние изображения. Художник не располагал портретами Адольфа I, современными королю, а иные образцы, например, тот, авторство которого приписывают Георгу Фридриху Кристиану Зеекатцу, он отвергал как посредственные.
Адольф Нассаусский 8 мая 1858 учредил Гражданский и военный орден заслуг Адольфа Нассауского (Ordre d’Adolphe de Nassau) — государственную награду Великого герцогства Люксембург. Он был назван в честь графа Нассау-Вельбургского, единственного представителя дома Нассау, который побывал королём Германии под именем Адольфа I. После аннексии герцогства Пруссией в 1866 году орден прекратил вручаться, но был возрожден в 1890 году, когда Адольф стал великим герцогом Люксембургским, как государственная награда. Этот орден "За заслуги" остается почетной наградой по сей день.
Британский историк и публицист Томас Карлейль дал Адольфу I характеристику "доблестный, но ограниченный в средствах суверен" ("a stalwart but necessitous Herr").
Непосредственное отношение к Адольфу I имеет пятая строфа национального гимна Нидерландов. В ней прославляется Отец Отечества Вильгельм Оранский, который происходит «из императорского рода».